# Acebal
Acebal es una localidad del Departamento Rosario, Provincia de Santa Fe, Argentina. Tiene acceso a 22 km de la Autopista Rosario-Córdoba y a 7 km de la RP 18, que la conecta por el norte con la ciudad de Rosario, de la cual depende administrativamente y por el sur con la ciudad de Pergamino.
Dista 200 km de la ciudad de Santa Fe.

## Capital Provincial de la Poesía
Por decreto provincial se sancionó que el segundo sábado de noviembre, se realice la Fiesta de la Poesía. Desde 1978, la Asociación de Arte y Cultura de Acebal, junto con la comuna local convocan al Concurso Internacional de Poesía Plaza de los Poetas José Pedroni. Esta iniciativa continúa la obra del poeta Roque Nosetto, hijo adoptivo de Acebal, donde se afincó en 1953 y fundó la Plaza de los Poetas y la Asociación de Arte y Cultura, como así también el Colegio Nacional de Comercio y la Caja de Créditos de Acebal.

## Historia
Las tierras donde hoy está la localidad pertenecían a Amador Acebal y a su esposa, María Saa Pereyra de Acebal. Y las donaron al entonces Ferrocarril Central Argentino para el tendido de las vías de la línea Rosario - Peyrano. El matrimonio puso como condición que dentro de sus campos se estableciera una estación, inaugurada en febrero de 1891. Meses antes, el 22 de julio de 1890, un decreto del Gobierno santafesino aprobaba los planos del pueblo recién fundado. Posteriormente el 19 de diciembre de 1895 se creó la Comisión de Fomento.
Es conocida como capital nacional del calzado. El sector representa casi el 60 por ciento de la actividad del pueblo. En 2017 la caída de las ventas y las importaciones redujeron la producción a menos de la mitad ocasionando una grave crisis.

## Santo Patrono
"Santo Domingo de Guzmán"

## Fecha de Fundación
- 22 de julio de 1890, fue fundada por Doña María Saa Pereyra de Acebal. (Como figura en los datos bibliográficos: María Sa Peireira)

## Creación de la Comuna
- 19 de diciembre de 1895

## Parajes de Acebal
- Campo Calcaterra
- Campo La Noria
- Campo Thompson
- 'El Tiro' Parke

## Geografía

### Clima
Su clima es húmedo y templado en la mayor parte del año. Se lo clasifica como clima templado pampeano, es decir que las cuatro estaciones están medianamente definidas.
Hay una temporada calurosa desde octubre a abril (de 18 °C a 36 °C) y una fría entre principios de junio  y la primera mitad de agosto (con mínimas en promedio de 5 °C y máximas promedio de 16 °C), oscilando las temperaturas promedio anuales entre los 10 °C (mínima), y los 23 °C (máxima). Llueve más en verano que en invierno, con un volumen de precipitaciones total de entre 800 y 1300 mm al año (según el hemiciclo climático: húmedo "1870 a 1920" y "1973 a 2020"; seco "1920" a 1973").
Casi no existen (de baja frecuencia) fenómenos climáticos extremos en Acebal: vientos extremos, nieve, hidrometeoros severos. La nieve es un fenómeno excepcional; la última nevada fue en 2007, la penúltima en 1973; y la antepenúltima en 1918. El 9 de julio de 2007, nevó en la localidad. 
Un riesgo factible son los tornados y tormentas severas, con un pico de frecuencia entre octubre y abril. Estos fenómenos se generan por los encuentros de una masa húmeda y cálida del norte del país y una fría y seca del sector sur argentino.
Humedad relativa promedio anual: 76 %

### Sismicidad
El último terremoto fue a las 3.20 UTC-3 del 5 de junio de 1888 (ver Terremoto del Río de la Plata en 1888). La región responde a las subfallas «del río Paraná», y «del río de la Plata», y a la falla de «Punta del Este», con sismicidad baja; y su última expresión se produjo hace 137 años, con una magnitud aproximadamente de 5,0 en la escala de Richter

## Entidades Deportivas
Club Atlético Acebal
Club Atlético Social y Deportivo Estrella Del Sur.
Sociedad Italiana de Socorros Mutuos.

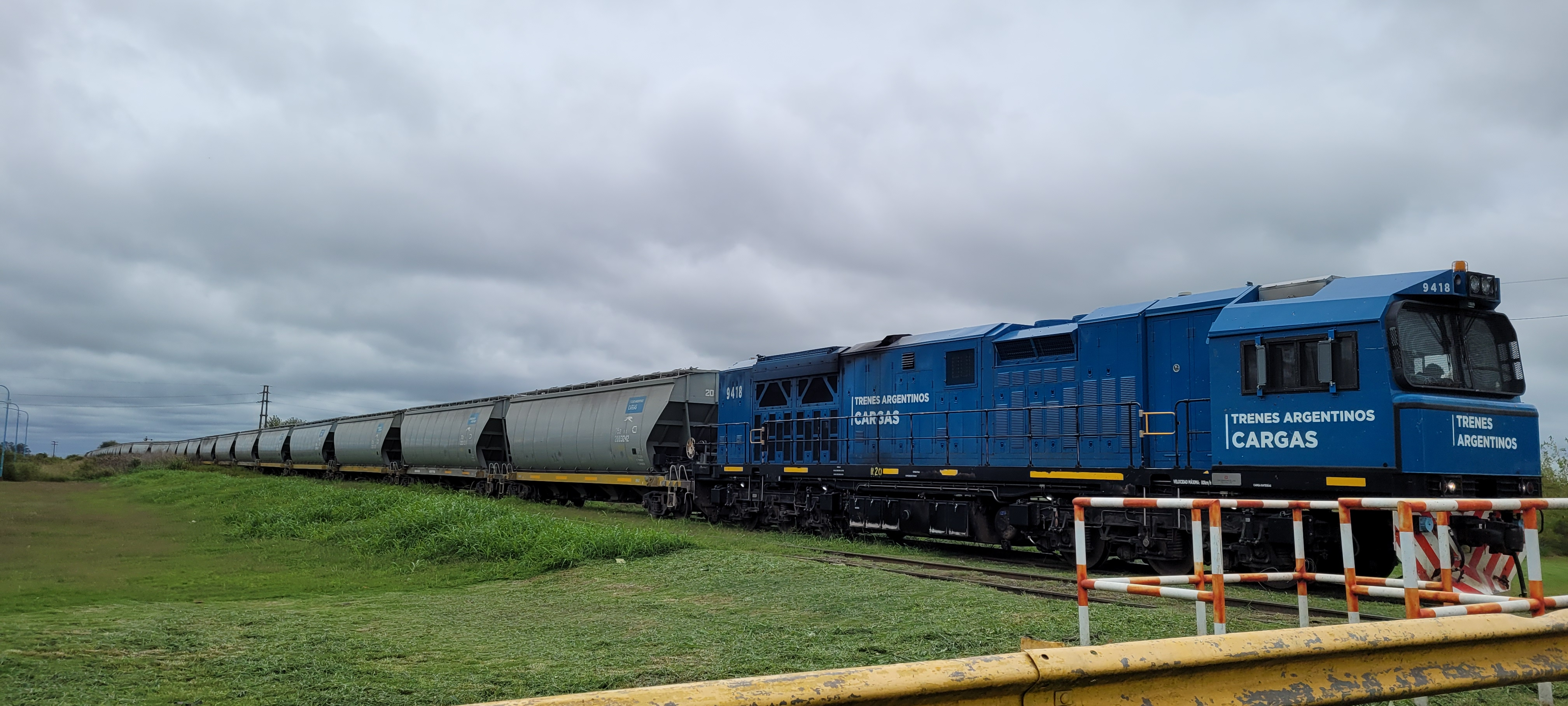
Un tren en el ferrocarril en Acebal, Santa Fe.

## Futbolistas nacidos en Acebal
- Pablo Vranjican
- Emiliano Papa
- Diego Mario Francisco Osella

## Escuelas
- Jardín de Infantes N.º 183 "Roque Nosetto"
- Fiscal N.º 74 "María Saa Pereyra"
- Enseñanza Secundaria Orientada N.º 412 "Mariano Moreno"

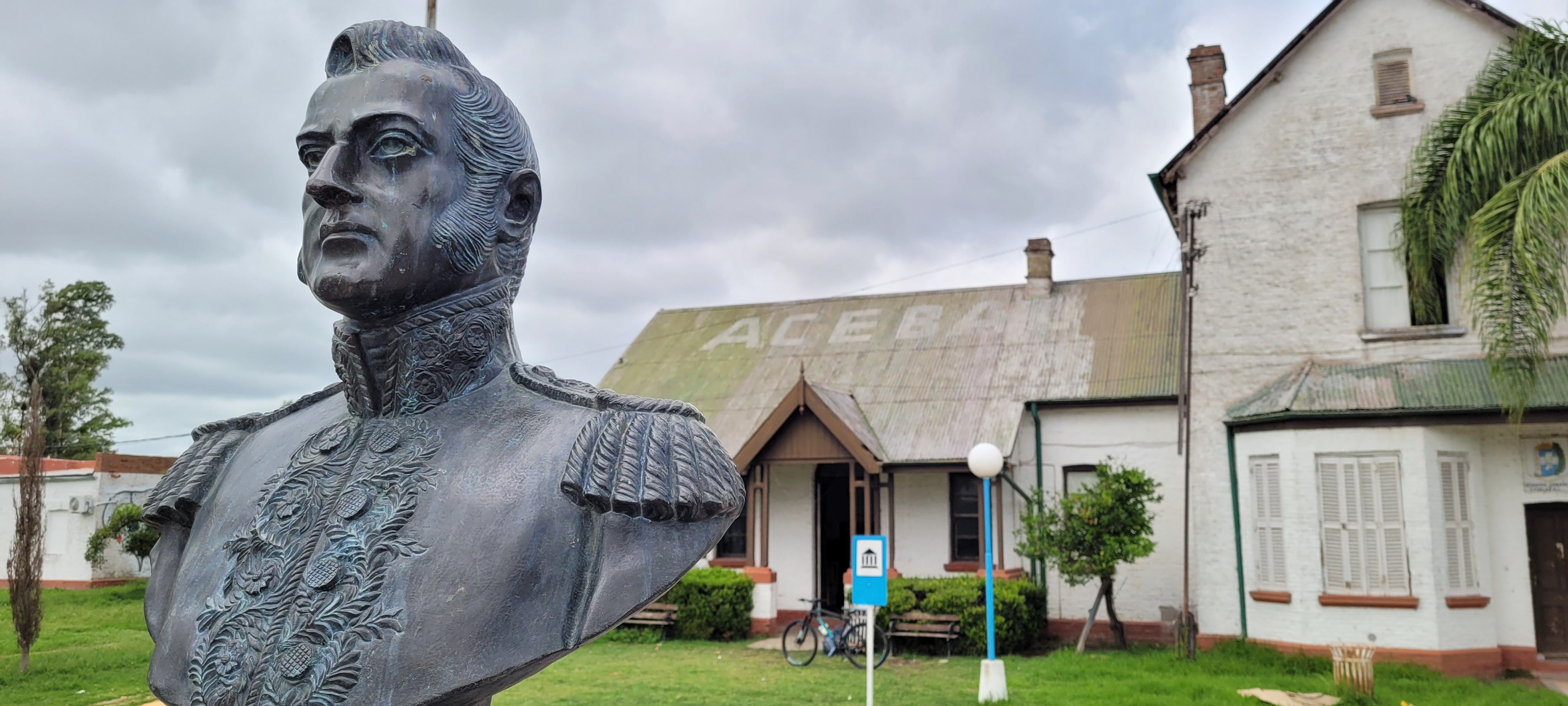
La Estación Acebal & una estatua de San Martín

- La Estación Acebal & una estatua de San MartínEducación Técnica N.º 449 "Pago de los Arroyos"
- Centro de Alfabetización para Adultos

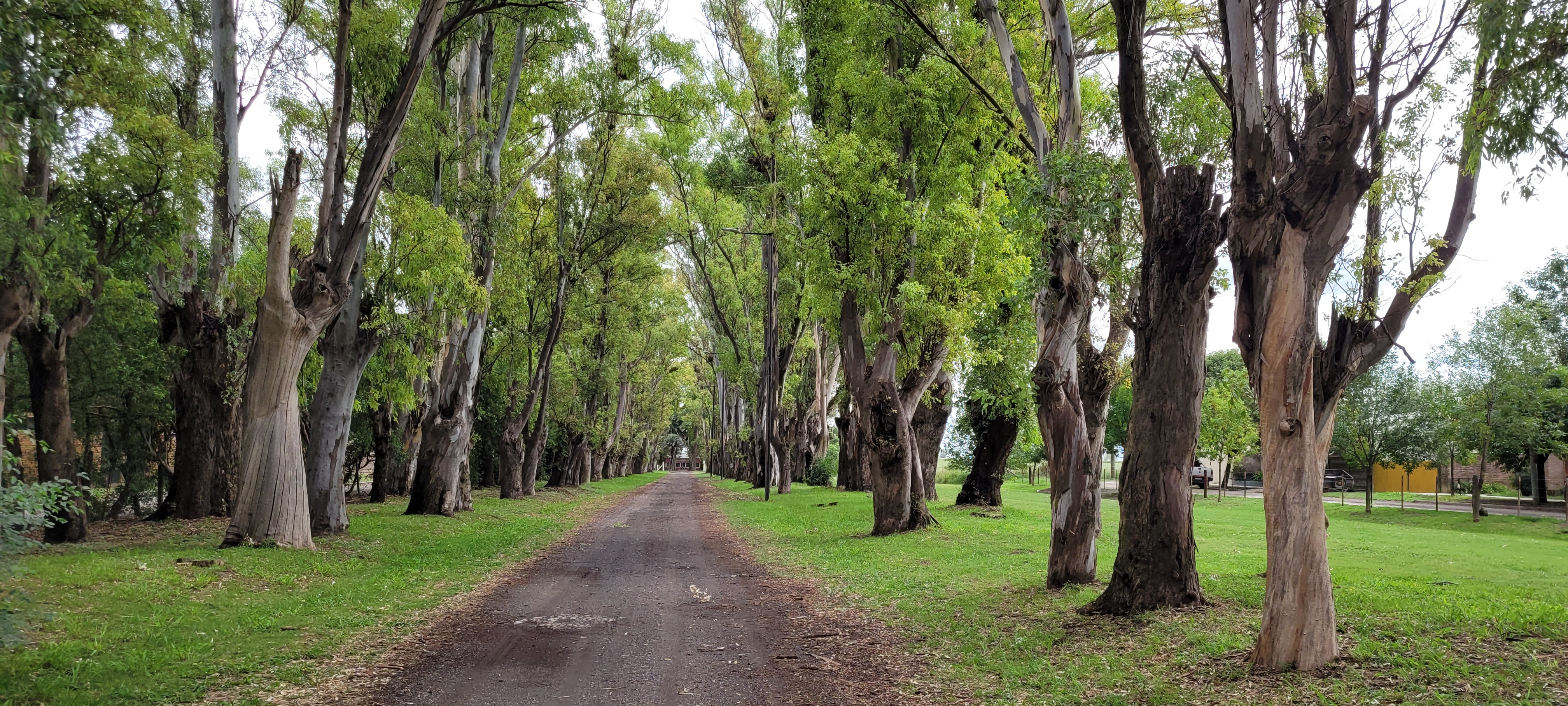
El Tiro - un parque en Acebal, Santa Fe

- E.E.M.P.A. N.º 7303 Anexo Acebal

## Salud
Cuenta con un Hospital SAMCO.